# Bydgoszcz spårvägar
Bydgoszcz spårvägar omfattar ett 40,8 km långt spårvägsnät i den polska staden Bydgoszcz som trafikeras av tio linjer.

## Trafik

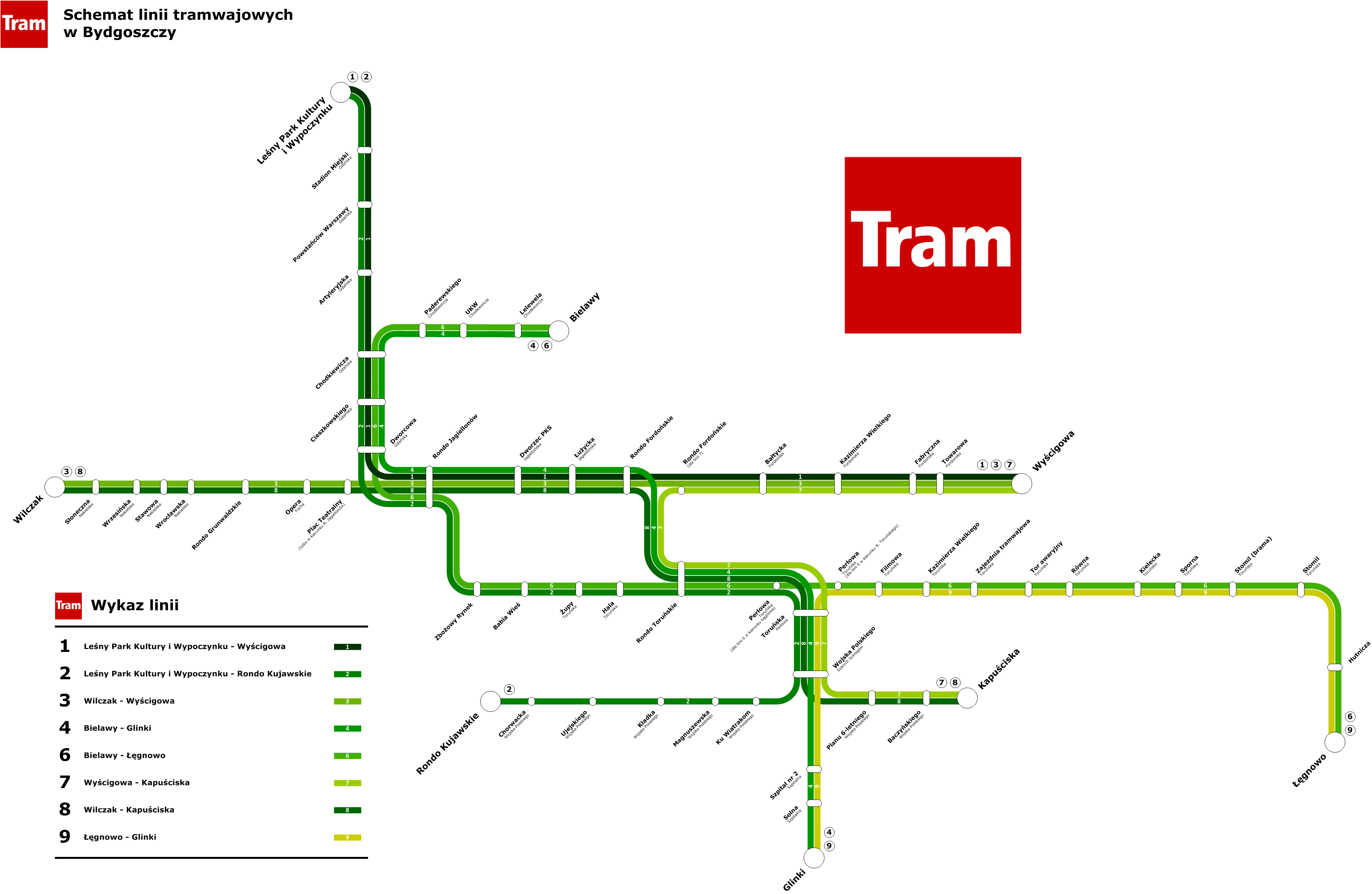
Linjenätet i Bydgoszcz.

### Linjer
| Linje | Sträcka                       |
| ----- | ----------------------------- |
| 1     | Las Gdański - Wilczak         |
| 2     | Las Gdański - Rondo Kujawskie |
| 3     | Wilczak - Łoskoń              |
| 4     | Bielawy - Glinki              |
| 5     | Łoskoń - Rycerska             |
| 6     | Bielawy - Łęgnowo             |
| 7     | Niepodległości - Kapuściska   |
| 8     | Rycerska - Kapuściska         |
| 9     | Stomil - Rondo Kujawskie      |
| 10    | Las Gdański - Niepodległości  |

## Vagntyper

### Konstal 805Na

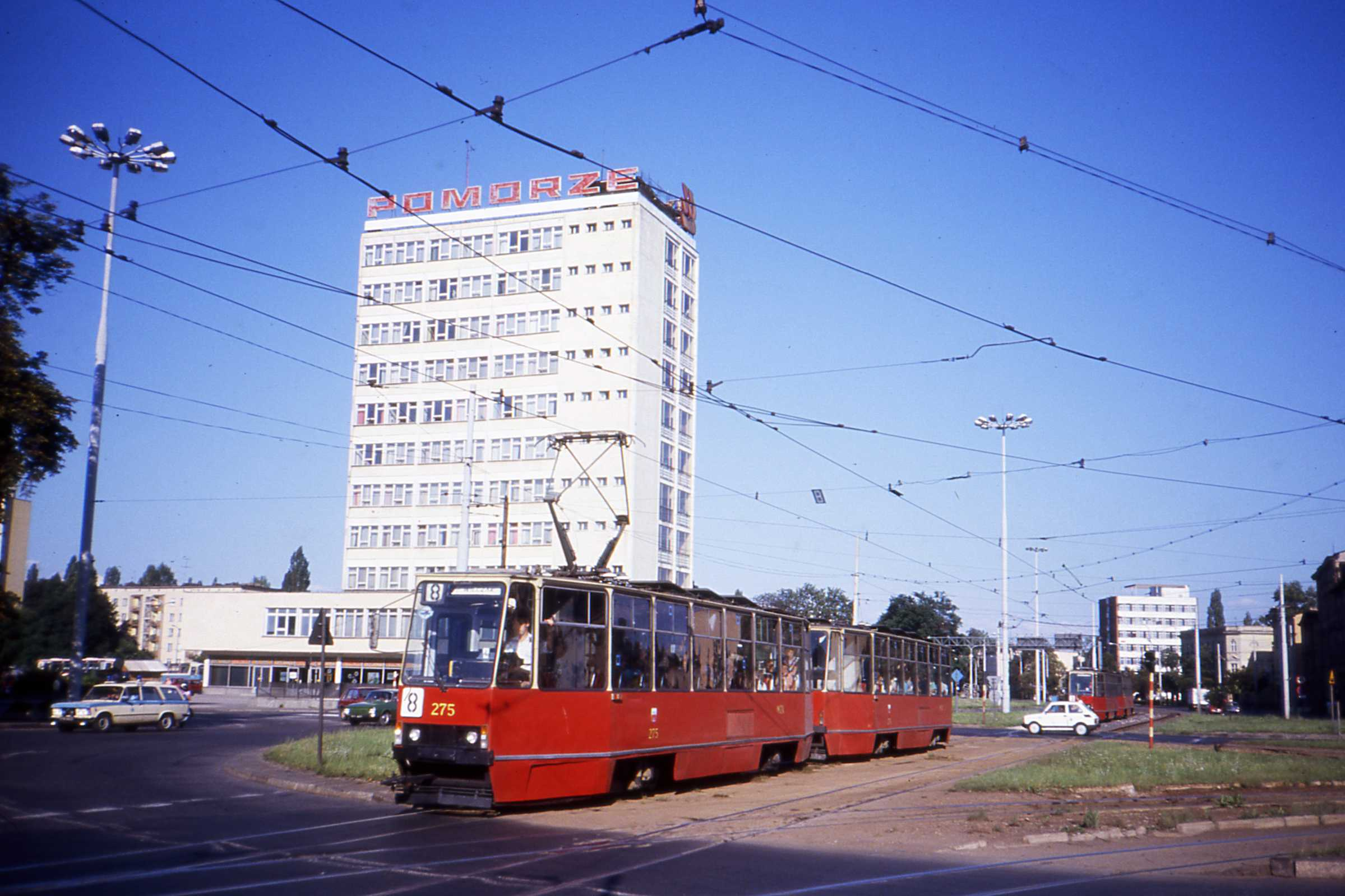
Konstal 805Na

### Pesa 122

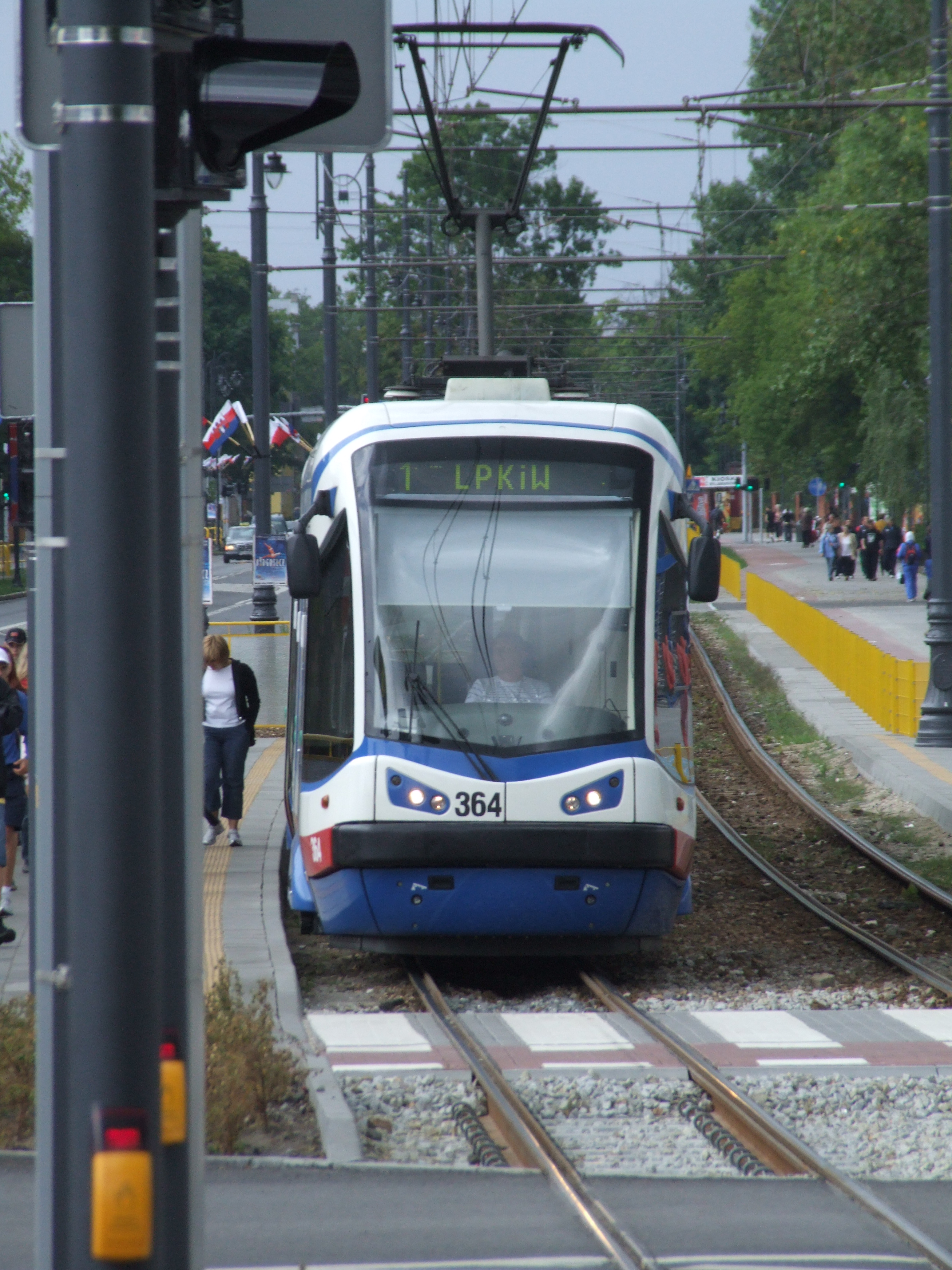
Pesa 122N